# Difesa Doery
La difesa Doery è un'apertura degli scacchi, raramente usata, caratterizzata dalle mosse 
1. d4 Cf6
2. c4 e6
3. Cf3 Ce4
Dopo aver posto un cavallo al centro dello schieramento avversario, il Nero spesso lo sostiene con i pedoni delle colonne d e f.
Sembra che l'ideatore di questa apertura sia stato il maestro ungherese Jeno Doery.
A giocare questo impianto, che a volte ha rientri in altri impianti indiani, sono stati tra gli altri anche Paul Keres e Aleksandr Alechin.
La Difesa Doery ha come codice ECO E10.
Esiste anche la sua versione accelerata, le cui mosse sono:
1.d4 Cf6
2.Cf3 Ce4
con codice ECO A46.